# Маренго, Джорджо
Джорджо Маренго (итал. Giorgio Marengo; род. 7 июня 1974, Кунео, Италия) — первый монгольский кардинал итальянского происхождения, член Миссионерского института Девы Марии Утешительницы. Титулярный епископ Кастры Северианы	со 2 апреля 2020 по 27 августа 2022. Апостольский префект Улан-Батора со 2 апреля 2020. Кардинал-священник с титулом церкви Сан-Джуда-Таддео-Апостоло с 27 августа 2022. С момента своего возведения в сан кардинала, в возрасте 48 лет, и до 2024 года, Джорджо Маренго являлся самым молодым кардиналом Римско-католической церкви.

## Кардинал
29 мая 2022 года Папа Франциск объявил, что 21 прелат будут возведены в достоинство кардиналов на консистории от 27 августа 2022 года, среди которых было названо имя и епископа Джорджо Маренго.
27 августа 2022 года состоялась консистория на которой Джорджо Маренго получил кардинальскую шапку, кардинальский перстень и титул церкви Сан-Джуда-Таддео-Апостоло.